# La Granadella (kommun)
La Granadella är en kommun i Spanien.   Den ligger i provinsen Província de Lleida och regionen Katalonien, i den östra delen av landet, 400 km öster om huvudstaden Madrid. Antalet invånare är 750. Arean är 89 kvadratkilometer. La Granadella gränsar till Granyena de les Garrigues, El Soleràs, Els Torms, Bellaguarda, Flix, Bovera, Llardecáns och Torrebesses. 
Terrängen i La Granadella är kuperad västerut, men österut är den platt.